# Nemorilla afra
Nemorilla afra är en tvåvingeart som beskrevs av Charles Howard Curran 1939. Nemorilla afra ingår i släktet Nemorilla och familjen parasitflugor. Inga underarter finns listade i Catalogue of Life.